# Fondation des châteaux et jardins prussiens de Berlin-Brandebourg
La Fondation des châteaux et jardins prussiens de Berlin-Brandebourg (en allemand : SPSG, Stiftung Preußische Schlösser und Gärten Berlin-Brandenburg), est une fondation créée après la Réunification allemande par le traité du 23 août 1994 entre Berlin et Brandebourg et mise officiellement en activité le 1er janvier 1995.
La fondation SPSG regroupa les administrations est-allemande et ouest-allemande : « Palais d'État et jardins de Potsdam-Sanssouci » (Allemagne de l'Est/Berlin-Est) et l'« Administration des palais et des jardins d'État » (Allemagne de l'Ouest/Berlin-Ouest).
La fondation reconstituait sous son autorité l'ancienne « Administration de l'État prussien des Palais et Jardins » fondée en 1927, après les conflits de propriété entre la Maison de Hohenzollern et l'État prussien. Cette administration fut démantelée en 1945, après la Seconde Guerre mondiale.
La fondation SPSG a son siège dans la capitale de l'État de Brandebourg Potsdam. Elle reçoit le soutien financiers des États de Berlin (21,35 %), Brandebourg (36,60 %) et du gouvernement fédéral (42,05 %) (en 2007). La Fondation reçoit l'aide de nombreuses associations de soutien et de sponsors privés.
Les tâches de la fondation est de préserver le patrimoine historique allemand, notamment par l'ouverture de l'enceinte des châteaux aux visiteurs, organiser chaque année des manifestations spéciales et des expositions, principalement menées sur des sujets concernant l'histoire culturelle de la Prusse. Des concerts sont organisés dans les parcs des châteaux prestigieux, tels que la « Nuit des Châteaux de Potsdam » au Parc de Sanssouci en été.
La Fondation administre environ 500 employés à Potsdam, Brandebourg et à Berlin. Elle gère environ 300 travaux de sauvegarde, réhabilitation et rénovation, y compris plus de 150 bâtiments historiques et près de 800 hectares de jardins.

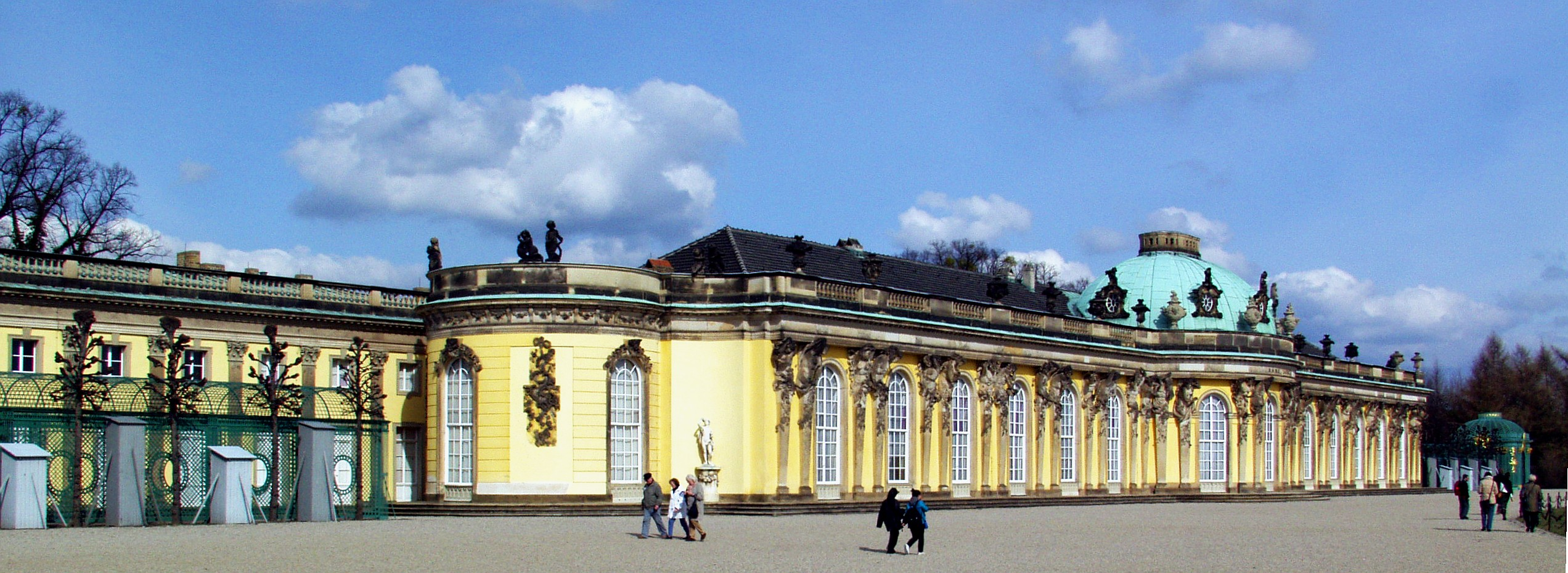
Palais de Sanssouci, Potsdam
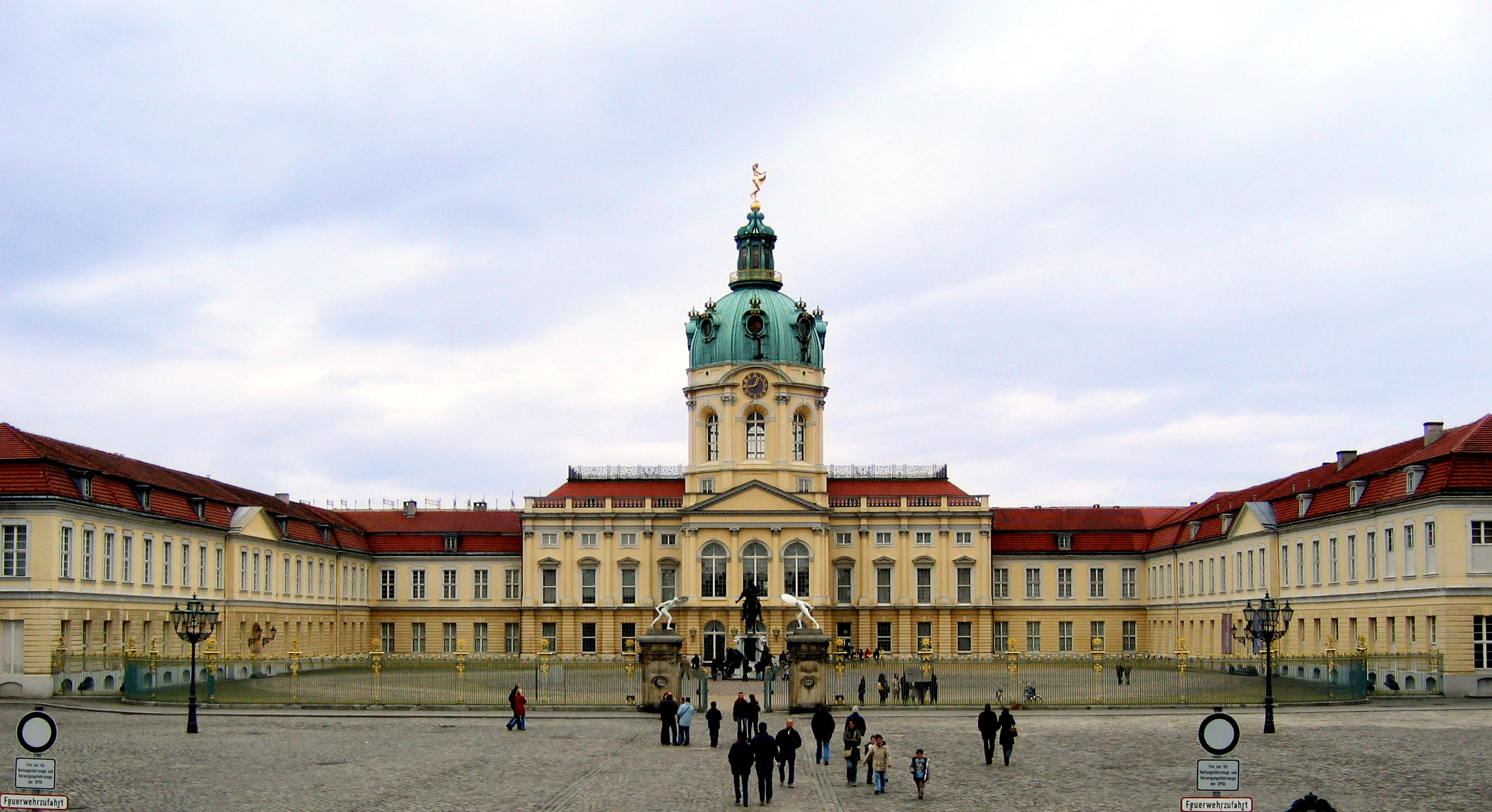
Château de Charlottenburg, Berlin